# Halozetes intermedius
Halozetes intermedius är en kvalsterart som beskrevs av Wallwork 1963. Halozetes intermedius ingår i släktet Halozetes och familjen Ameronothridae. Inga underarter finns listade i Catalogue of Life.